# Roswitha Schieb
Roswitha Schieb (ur. 1962 w Recklinghausen) – niemiecka pisarka.

## Życiorys
Studiowała literaturę niemiecką i historię sztuki w Kolonii i w Berlinie. Otrzymała doktorat w 1993 r. u profesora Norberta Millera (TU Berlin) pracą nt. książek: Ernsta Jüngera Na marmurowych skałach/ Auf den Marmorklippen (1939), Hansa Henny'ego Jahnna Fluß ohne Ufer (t. 1-3, 1949-61) i Petera Weissa Ästhetik des Widerstands (t. 1-3, 1975-81), opublikowaną w 1997 r. pod tytułem Das teilbare Individuum. Körperbilder bei Ernst Jünger, Hans Henny Jahnn und Peter Weiss (wyd. Metzler, Stuttgart).

## Twórczość
- Rügen. Deutschlands mythische Insel (Berlin Verlag, Berlin, 1999)
- Reise nach Schlesien und Galizien. Eine Archäologie des Gefühls (Podróż po Śląsku i Galicji. Archeologia uczuć, Berlin Verlag, Berlin, 2000),
- Literarischen Reiseführers Breslau (Literacki przewodnik po Wrocławiu[2], Deutsches Kulturforum östliches Europa, Poczdam 2004)
- Peter Stein. Ein Portrait (Berlin Verlag, Berlin, 2005)
- Die beste Zeit (Literaturmetzgerei, Reutlingen, 2007).
- Jeder zweite Berliner. Schlesische Spuren an der Spree (Co drugi berlińczyk. Śląskie ślady nad Sprewą, 2012)[3].
- Breslau/Wroclaw. Ein kunstgeschichtlicher Rundgang durch die Stadt der hundert Brücken (Schnell & Steiner 2015)
- Böhmisches Bäderdreieck: Karlsbad, Marienbad, Franzenbad (Deutsches Kulturforum östliches Europa, Poczdam 2016)
- Zugezogen. Flucht und Vertreibung - Erinnerungen der zweiten Generation (Schöningh Verlag, Paderborn 2016, współautor).